# Harry Roldán Pinedo Valera
Harry Roldán Pinedo Valera, noto semplicemente come Harry Pinedo, in lingua Shipibo-Conibo Inin Metsa (Pucallpa, 11 maggio 1988), è un pittore peruviano di pittura indigena..

## Biografia

### Carriera e influenza artistica
Pinedo ha imparato a disegnare e a incorporare gli elementi pittorici mancanti come assistente dei genitori Elena Valera e Roldán Pinedo, anch'essi artisti. Nel corso degli anni ha sviluppato un proprio stile pittorico ed è diventato un artista a tutti gli effetti. Nel 2020, Pinedo ha conseguito una laurea in educazione bilingue interculturale presso l'Università del Perù Cayetano Heredia e da allora insegna presso la scuola comunitaria Shipibo di Cantagallo.
Pinedo appartiene al popolo Shipibo della provincia di Ucayali, nell'Amazzonia peruviana, e dal 1995 lavora a Lima, dove vive nella comunità urbana Shipibo di Cantagallo. È un rappresentante dell'arte indigena il cui tema è il mondo della giungla del Sud America. La sua influenza artistica deriva quindi meno da altri artisti indigeni che dal suo impegno con la natura nel suo equilibrio di fauna e flora da un lato e le popolazioni indigene che vivono simbioticamente con e in essa dall'altro.

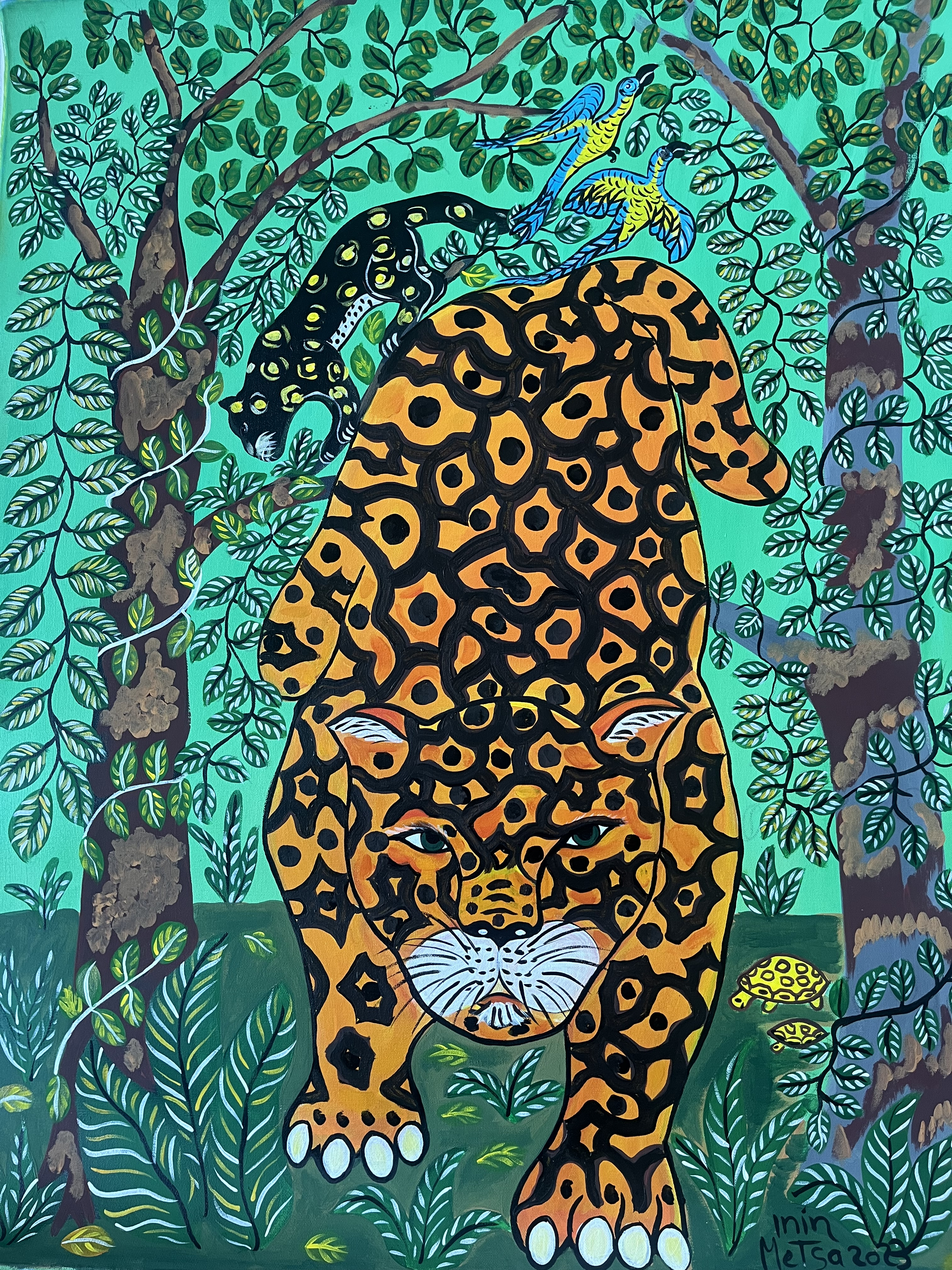
El Jaguar (2023)

Il movimento dell'indigenismo pittorico si è sviluppato in Perù a metà del XX secolo. Tuttavia, mentre i pittori indigeni precedenti si erano concentrati esclusivamente sulle popolazioni andine, le opere di Pinedo riprendono gli abitanti della giungla e il loro mondo. Simili alla Arte naïf, sono motivi pittorici semplici e fantasiosi le cui origini, tuttavia, provengono da un contesto sciamanico e danno al motivo un'interpretazione spirituale. Pinedo incorpora nei suoi dipinti visionari le esperienze vissute con l'uso della droga Ayahuasca e visualizza idee indigene di spiriti ed entità spirituali come animali e piante della foresta pluviale.

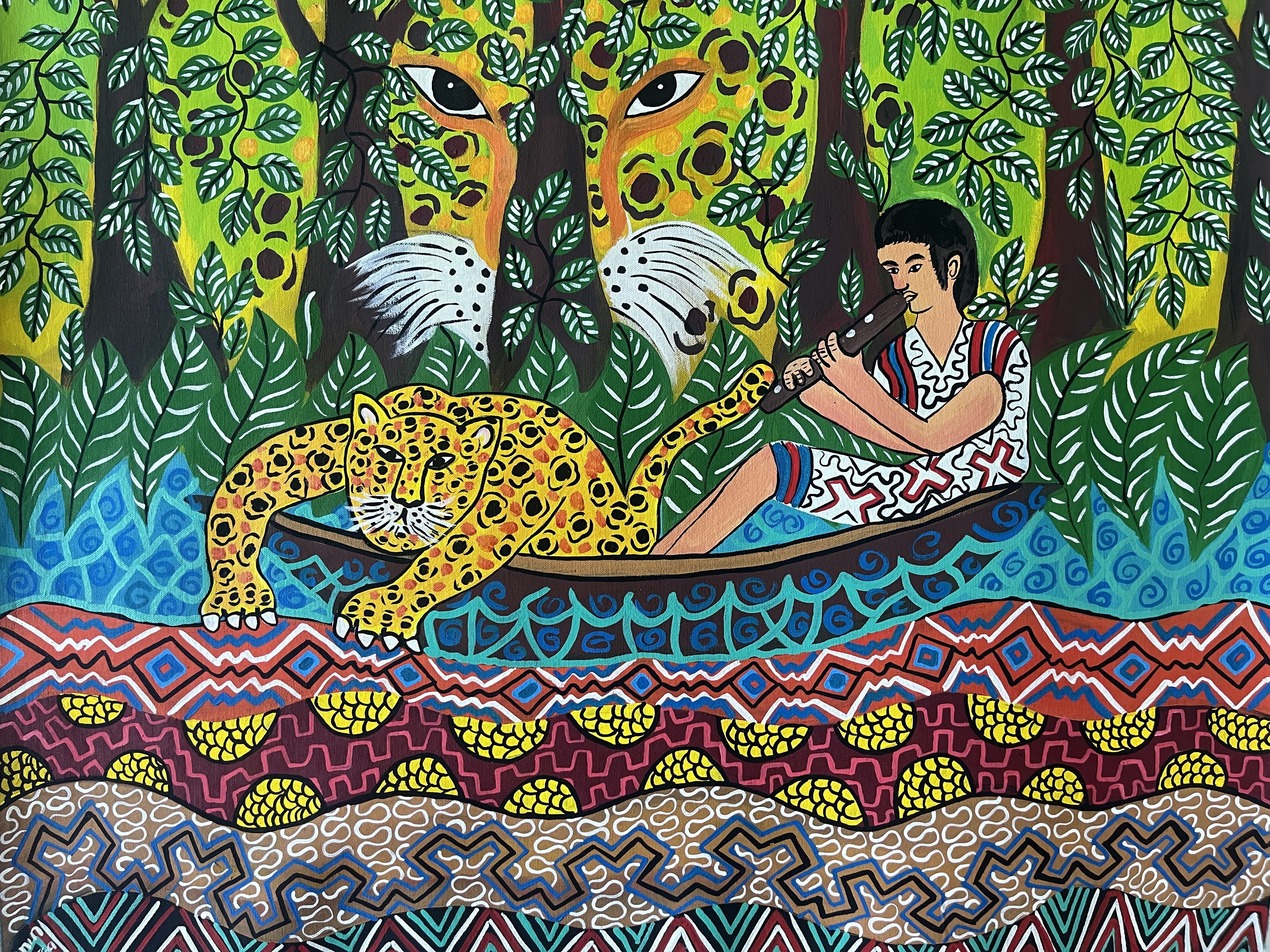
Melodías desde la canoa (2023)

 Come nella Naïve Art, si tratta di semplici rappresentazioni bidimensionali di fauna e flora; tuttavia, i suoi dipinti sono caratterizzati dai motivi del mondo animale che emergono ripetutamente, che si ritrovano nelle sue opere in vari modi e che vengono interpretati come l'incondizionatezza della vita umana dipendente dalla natura. Idealmente, si tratta di una simbiosi reciprocamente dipendente tra uomo e natura: le sue opere contengono quindi anche elementi critici nei confronti della società, ma che vanno intesi come un invito a rispettare e preservare la natura e la foresta pluviale come base della vita, invece di distruggerla.

### Stile e tecniche
Nella sua terra d'origine, Pinedo ha imparato l'arte della pittura indigena con pennelli fatti di rami di Piri piri o di capelli di ronsoco, utilizzando la terra locale per ottenere i suoi colori e il semplice tocuyo come tessuto, che viene tinto con le essenze della corteccia dell'albero di mogano. In questo modo, Pinedo cerca di catturare la magia e il mistero degli abitanti della giungla e di fissare con colori e forme le tradizioni orali del popolo Shipibo-Conibo. Oltre colori naturali di propria produzione, i colori acrilici vengono utilizzati anche per i grandi formati.

### Mostre (selezione)
- 2024 Pinta Miami – The Latin American Gene, Miami
- 2023 healing, Weltkulturen Museum Francoforte sul Meno
- 2022 Perú en mi Corazon, Galerie Maggy Stein, Lussemburgo
- 2021 Place-Making, World-Making, Università dell'Essex
- 2020 Arte e identità dell'Amazzonia, Boulevard Art Gallery Asia, Lima
- 2019 ARCOmadrid, Gastland Peru. Amazonas, Madrid
- 2018 Ruraq Maki, Museo de la Nation, Lima
- 2017 El Explendor de Yanapuma, Centro Colich de Barranco, Lima
- 2016 BAZARTE, Lima Contemporáneo en Fundación Euroidiomas, Lima
- 2014 La Peinture Contemporaine de I´Amazonie Peruvienne, Maison des Associations, Parigi
- 2013 Mira! – Artes Visuales Contemporáneo de los Pueblos Indigenas. Kulturzentrum der Universität Minas de Grey, Belo Horizonte
- 2011 Amazonia I, Sala Ricardo Palma de la Municipio di Miraflores, Lima
- 2010 Noche de Arte 2010, BBVA Banco Continental, San Isidro, Lima

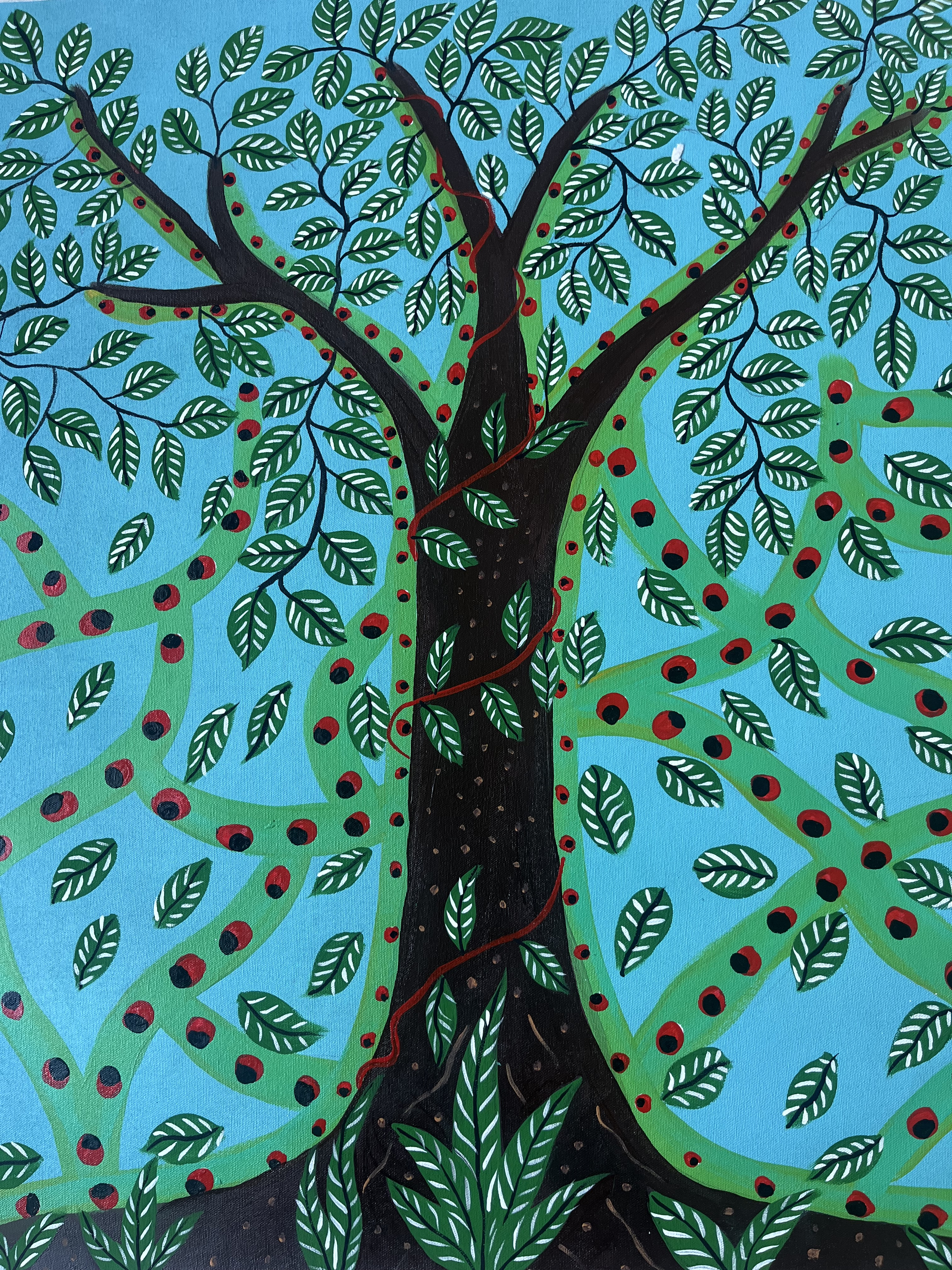
Árbol de huayruros (2023)
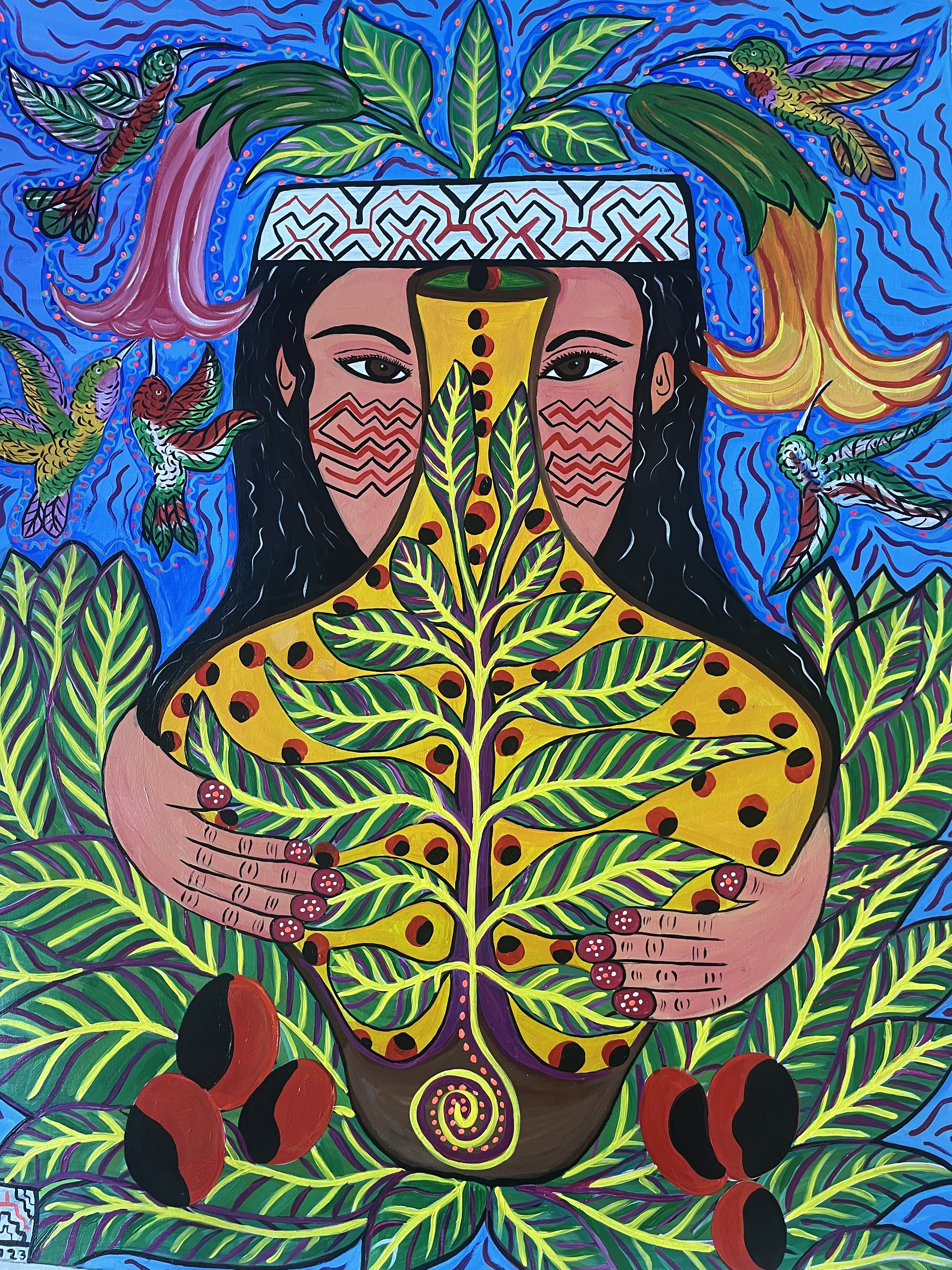
Mujer de la medicina (2023)
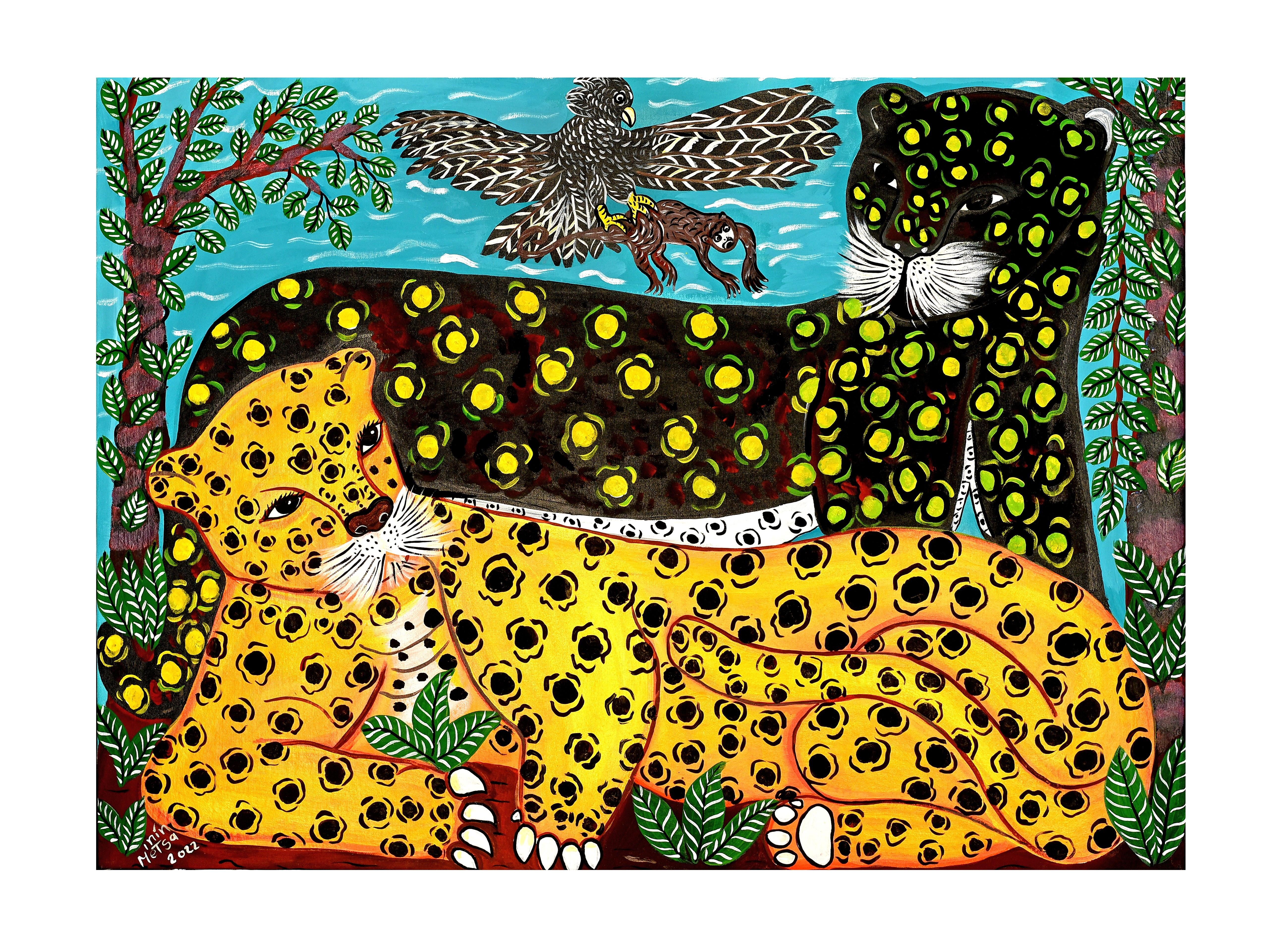
Sol y luna en la mañana (2022)
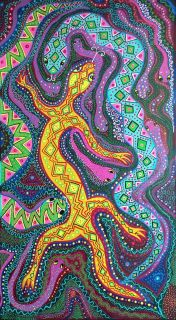
Visión de lagartijas (2022)

## Opere in collezioni pubbliche
- Weltkulturen Museum, Francoforte sul Meno
- Università del Perù Cayetano Heredia, Lima
- Ministero della Cultura peruviano, Lima